# António do Lago Cerqueira

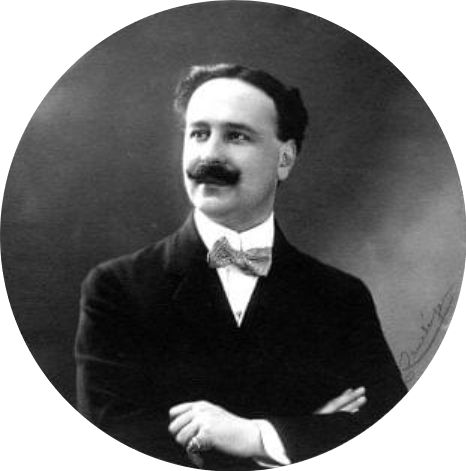
António do Lago Cerqueira

António Joaquim Machado Pereira do Lago Cerqueira GOC (Cepelos, Amarante, 11 de Outubro de 1880 — Cepelos, Amarante, 28 de Outubro de 1945) foi um proprietário e político republicano português.
Militante do Partido Republicano Português e mais tarde do Partido Democrático, ocupou o cargo de Presidente da Câmara Municipal de Amarante após a Implantação da República, entre 1911 até 1917. Regressa à actividade política após o consulado de Sidónio Pais (a República Nova), apresentando-se e sendo eleito como candidato ao Congresso da República nas eleições de 1919 e 1925. Regressa à presidência do município amarantino, eleito nos triénios 1923/25 e 1926/28.
Participou ainda no chamado Governo dos Bonzos, presidido por António Maria da Silva, em Julho de 1925, sobraçando as pastas ministeriais do Trabalho e, interinamente, dos Negócios Estrangeiros.
Foi agraciado em 20 de Julho de 1926, com o título honorífico de Grande Oficial da Ordem Militar de Cristo.
Exilado em França após a Revolta de Fevereiro de 1927, regressaria definitivamente a Portugal apenas após o início da Segunda Guerra Mundial, onde valorizou consideravelmente as suas propriedades com os conhecimentos de viticultura e vinificação que adquiriu no Institut National Agronomique, tendo um papel importante na difusão dos vinhos de Amarante.